# 우씽
우씽(武 星, 1998년 2월 26일 ~ )은 중국의 가수이다. 소속사는 와지지와 엔터테인먼트이다.

## 생애
우씽은 중국 후난성 창사에서 태어났다. 그의 형제로는 형이 한 명 있다. 2018년 아버지와 형과 함께 후난위성텔레비전의 프로그램 우리집 그놈(我家那小子)에 출연하여 첫 방송 출연을 하였다. 그 후로도 방송에 여러 번 출연했고 2020년, 명일지자 출연으로 첫 무대를 하고 프론트맨이 되며 호평을 받았다.

## 활동

### 2018년: 데뷔
아버지 우리(武力)과 형 우이(武艺)와 함께  후난위성텔레비전의 프로그램 우리집 그놈(我家那小子)에 출연하여 데뷔를 하였다.

### 2019년: 활동
아버지 우리(武力)와 함께 후난위성텔레비전의 프로그램 신비한 한자(神奇的汉字)의 7-29화에 출연하였다.

### 2020년: 활동
〈명일지자 슈퍼밴드〉에 개인 보컬과 키보드로 지원하여 런인펑과 팀을 이루어 1차 경연에 임하여 계속해서 승리하는 모습을 보여주며 은하계악단 팀을 유지하였다. 그 후에 현재 은하계악단 멤버들이 합류하면서 지금의 은하게악단 멤버들로 구성이 되었고, TOP4까지 올라갔으나 4위에서 그치게 되었다. 〈명일지자 슈퍼밴드〉가 끝나고 난 뒤 정식 데뷔를 하지 못한 은하계악단과 와지지와 엔터테인먼트가 계약 후 2020년 9월 12일, 정식 데뷔하게 되었다. 그 해 10월, 후난위성텔레비전의 프로그램 하이창전전(嗨唱转起来)에 형 우이(武艺)와 함께 출연하였다. 11월, 금융카툰위성tv의 광란의 공(疯狂的球球)의 2화에 출연하였다.

### 2021년: 활동
2021년 1월 15일 은하계악단 음원을 발매하였다. 그 후 명일지자 콘서트와 방송 등을 출연하였고 7월 16일 - 17일 은하계악단 콘서트를 마쳤다.

### 프로그램
| 일시                    | 방송사           | 제목                        | 비고   |
| 2018년 ?월              | 후난위성텔레비전 | 《우리집 그놈(我家那小子)》 | 게스트 |
| 2019년 ?월              | 후난위성텔레비전 | 《신비한 한자(神奇的汉字)》 | 게스트 |
| 2020년 7월 ~ 2021년 9월 | 텐센트 비디오    | 《명일지자》                | 참가자 |
| 2020년 10월             | 후난위성텔레비전 | 《하이창전전(嗨唱转起来)》  | 게스트 |
| 2020년 11월             | 금융카툰tv       | 《광란의 공(疯狂的球球)》   | 게스트 |

#### 명일지자악단기
| 회차    | 팀명                  | 곡명                         | 영상링크  |
| 2화     | 银河系乐团            | 《我的舞台》                 | 무대 영상 |
| 4화     | 银河系乐团            | 《追光者》                   | 무대 영상 |
| 6화     | 银河系乐团 & 덩쯔치   | 《我走后的夜与昼》           | 무대 영상 |
| 8화(上) | 银河系乐团            | 《隔着银河的距离，我们相遇》 | 무대 영상 |
| 8화(下) | 银河系乐团 & 정나이신 | 《Forever Young》            | 무대 영상 |
| 9화     | 银河系乐团 & 마쟈치   | 《Don’t Break My Heart》     | 무대 영상 |

## 여담
- 초등학교 4학년 때 이민을 가 공부하여 캐나다의 요크 대학교에 입학하여 미디어 전공을 하다 현재는 학업을 그만두고 중국에 들어와 음악에 전념하고 있다.
- 어릴 때부터 자신보다 형에게 더 신경을 많이 써주는 부모님께 서운했다고 한다.[6]
- 현재는 창사 본가에 살고 있다.[7]